# Aspalathus
Aspalathus är ett släkte av ärtväxter. Aspalathus ingår i familjen ärtväxter. Mest känd är kanske Aspalathus linearis som används för framställning av rooibos-örtteer.

## Bildgalleri

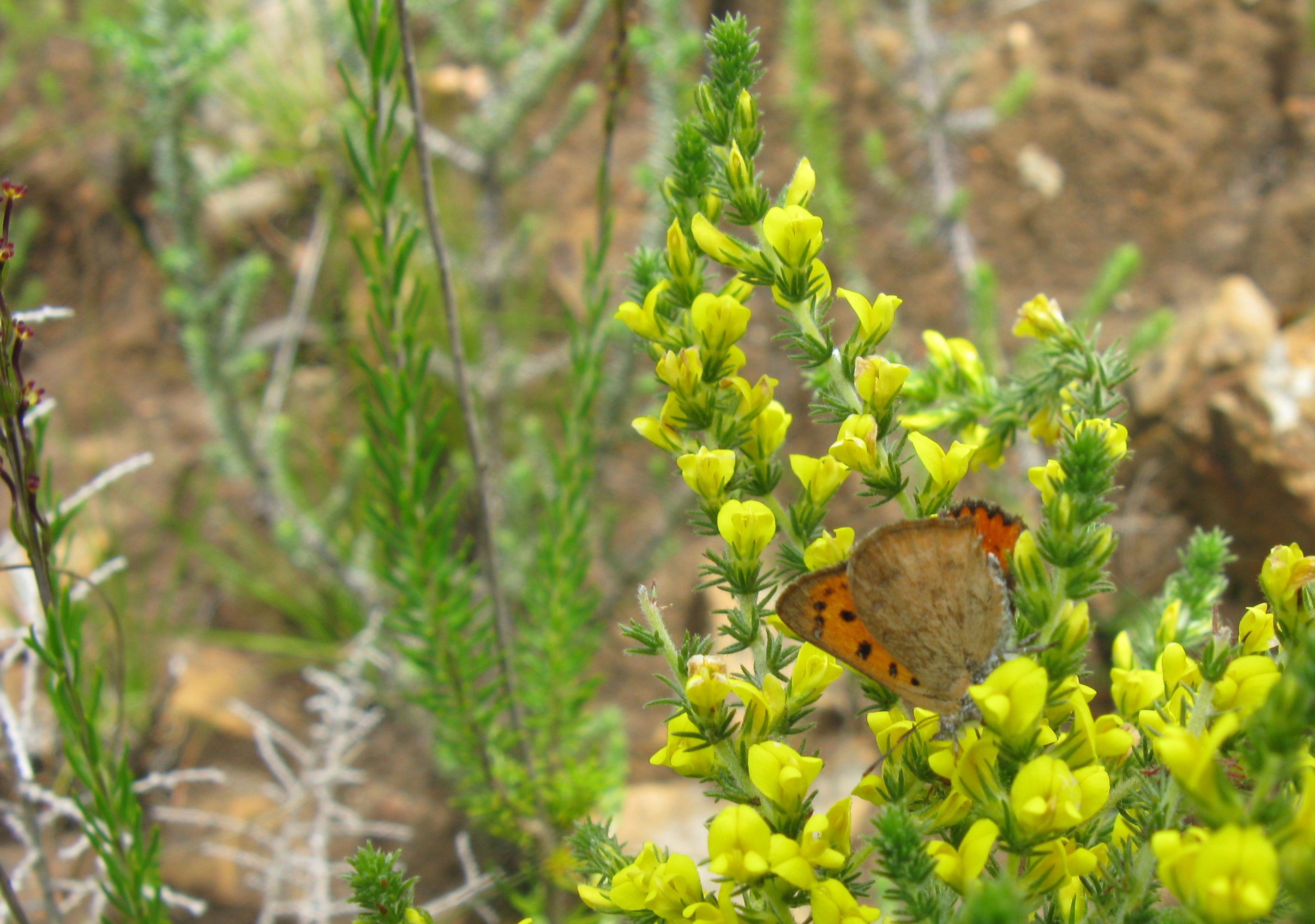
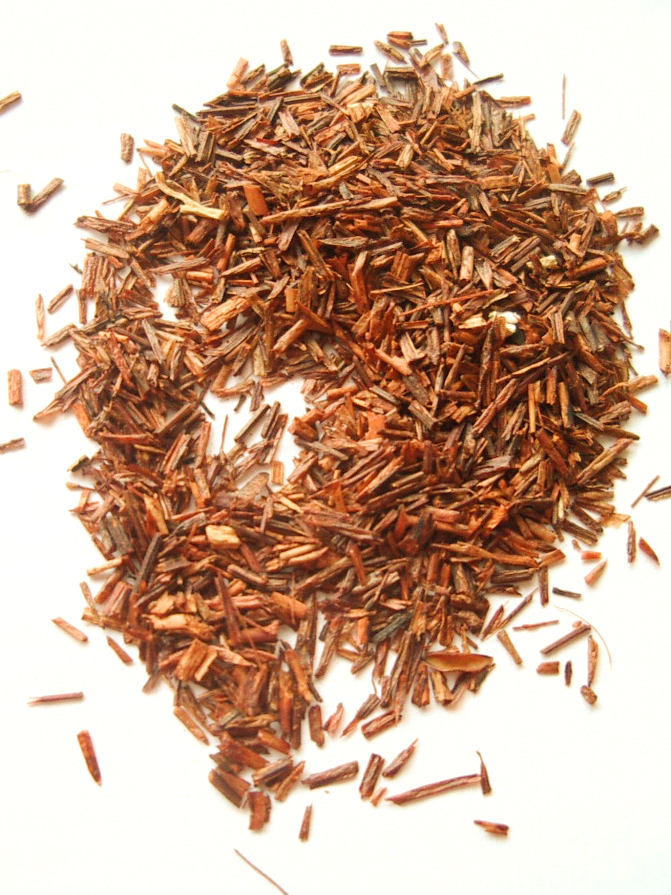
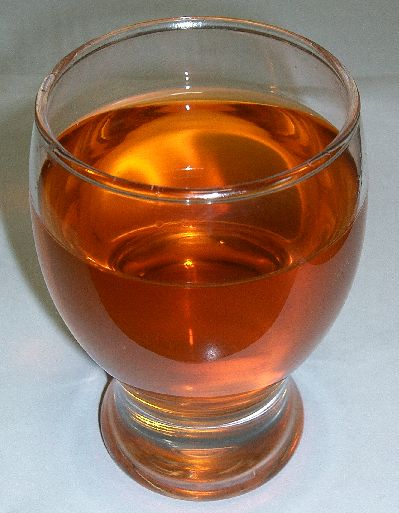
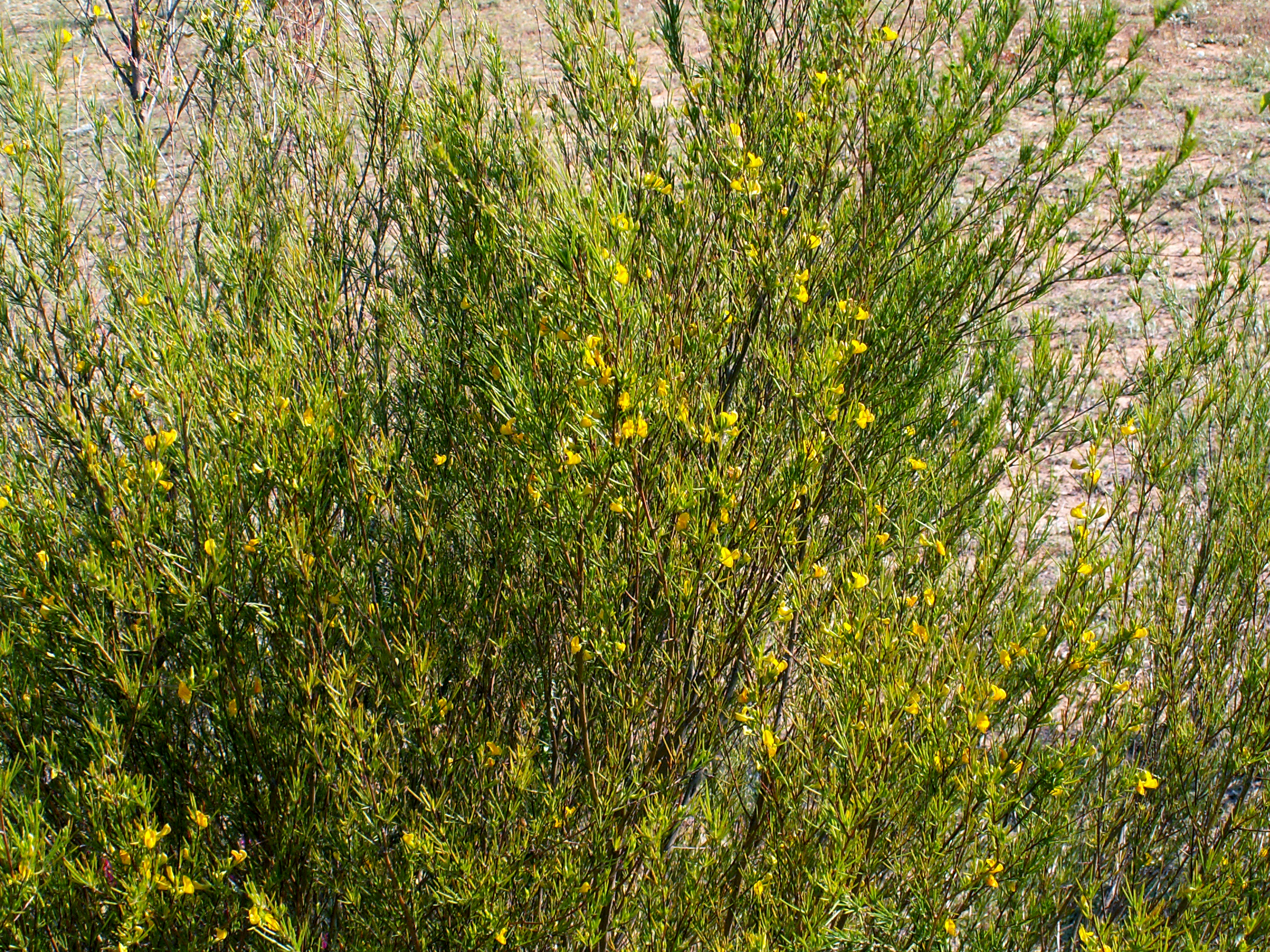

## Dottertaxa tillAspalathus, i alfabetisk ordning[1]
- Aspalathus abietina
- Aspalathus acanthes
- Aspalathus acanthiloba
- Aspalathus acanthoclada
- Aspalathus acanthophylla
- Aspalathus acicularis
- Aspalathus acidota
- Aspalathus acifera
- Aspalathus aciloba
- Aspalathus aciphylla
- Aspalathus aculeata
- Aspalathus acuminata
- Aspalathus acutiflora
- Aspalathus albens
- Aspalathus alopecurus
- Aspalathus alpestris
- Aspalathus altissima
- Aspalathus angustifolia
- Aspalathus araneosa
- Aspalathus arenaria
- Aspalathus argentea
- Aspalathus argyrella
- Aspalathus argyrophanes
- Aspalathus arida
- Aspalathus aristata
- Aspalathus aristifolia
- Aspalathus aspalathoides
- Aspalathus asparagoides
- Aspalathus astroites
- Aspalathus attenuata
- Aspalathus aurantiaca
- Aspalathus barbata
- Aspalathus barbigera
- Aspalathus batodes
- Aspalathus bidouwensis
- Aspalathus biflora
- Aspalathus bodkinii
- Aspalathus borbonifolia
- Aspalathus bowieana
- Aspalathus bracteata
- Aspalathus burchelliana
- Aspalathus caespitosa
- Aspalathus calcarata
- Aspalathus calcarea
- Aspalathus callosa
- Aspalathus campestris
- Aspalathus candicans
- Aspalathus candidula
- Aspalathus capensis
- Aspalathus capitata
- Aspalathus carnosa
- Aspalathus cephalotes
- Aspalathus cerrantha
- Aspalathus chenopoda
- Aspalathus chortophila
- Aspalathus chrysantha
- Aspalathus ciliaris
- Aspalathus cinerascens
- Aspalathus citrina
- Aspalathus cliffortiifolia
- Aspalathus collina
- Aspalathus commutata
- Aspalathus compacta
- Aspalathus complicata
- Aspalathus comptonii
- Aspalathus concava
- Aspalathus concavifolia
- Aspalathus condensata
- Aspalathus confusa
- Aspalathus cordata
- Aspalathus corniculata
- Aspalathus corrudifolia
- Aspalathus costulata
- Aspalathus crassisepala
- Aspalathus crenata
- Aspalathus cuspidata
- Aspalathus cymbiformis
- Aspalathus cytisoides
- Aspalathus dasyantha
- Aspalathus decora
- Aspalathus densifolia
- Aspalathus desertorum
- Aspalathus dianthophora
- Aspalathus diffusa
- Aspalathus digitifolia
- Aspalathus divaricata
- Aspalathus dunsdoniana
- Aspalathus elliptica
- Aspalathus ericifolia
- Aspalathus erythrodes
- Aspalathus esterhuyseniae
- Aspalathus excelsa
- Aspalathus fasciculata
- Aspalathus ferox
- Aspalathus filicaulis
- Aspalathus flexuosa
- Aspalathus florifera
- Aspalathus florulenta
- Aspalathus forbesii
- Aspalathus fourcadei
- Aspalathus frankenioides
- Aspalathus fusca
- Aspalathus galeata
- Aspalathus gerrardii
- Aspalathus glabrata
- Aspalathus glabrescens
- Aspalathus globosa
- Aspalathus globulosa
- Aspalathus glossoides
- Aspalathus grandiflora
- Aspalathus granulata
- Aspalathus grobleri
- Aspalathus heterophylla
- Aspalathus hirta
- Aspalathus hispida
- Aspalathus humilis
- Aspalathus hypnoides
- Aspalathus hystrix
- Aspalathus incana
- Aspalathus incompta
- Aspalathus incurva
- Aspalathus incurvifolia
- Aspalathus inops
- Aspalathus intermedia
- Aspalathus intervallaris
- Aspalathus intricata
- Aspalathus joubertiana
- Aspalathus juniperina
- Aspalathus karrooensis
- Aspalathus lactea
- Aspalathus laeta
- Aspalathus lamarckiana
- Aspalathus lanata
- Aspalathus lanceicarpa
- Aspalathus lanceifolia
- Aspalathus lanifera
- Aspalathus laricifolia
- Aspalathus latifolia
- Aspalathus leiantha
- Aspalathus lenticula
- Aspalathus leptoptera
- Aspalathus leucophylla
- Aspalathus linearis  "rooibos"
- Aspalathus linguiloba
- Aspalathus longifolia
- Aspalathus longipes
- Aspalathus lotiflora
- Aspalathus macrantha
- Aspalathus macrocarpa
- Aspalathus marginalis
- Aspalathus marginata
- Aspalathus microphylla
- Aspalathus millefolia
- Aspalathus monosperma
- Aspalathus mundiana
- Aspalathus muraltioides
- Aspalathus myrtillifolia
- Aspalathus nigra
- Aspalathus nivea
- Aspalathus nudiflora
- Aspalathus obliqua
- Aspalathus oblongifolia
- Aspalathus obtusifolia
- Aspalathus odontoloba
- Aspalathus oliveri
- Aspalathus opaca
- Aspalathus orbiculata
- Aspalathus pachyloba
- Aspalathus pallescens
- Aspalathus pallidiflora
- Aspalathus parviflora
- Aspalathus patens
- Aspalathus pedicellata
- Aspalathus pedunculata
- Aspalathus pendula
- Aspalathus perfoliata
- Aspalathus perforata
- Aspalathus pigmentosa
- Aspalathus pilantha
- Aspalathus pinea
- Aspalathus pinguis
- Aspalathus polycephala
- Aspalathus potbergensis
- Aspalathus proboscidea
- Aspalathus prostrata
- Aspalathus psoraleoides
- Aspalathus pulicifolia
- Aspalathus pumila
- Aspalathus pycnantha
- Aspalathus quadrata
- Aspalathus quinquefolia
- Aspalathus radiata
- Aspalathus ramosissima
- Aspalathus ramulosa
- Aspalathus rectistyla
- Aspalathus recurva
- Aspalathus recurvispina
- Aspalathus repens
- Aspalathus retroflexa
- Aspalathus rigidifolia
- Aspalathus rosea
- Aspalathus rostrata
- Aspalathus rostripetala
- Aspalathus rubens
- Aspalathus rubiginosa
- Aspalathus rugosa
- Aspalathus rupestris
- Aspalathus rycroftii
- Aspalathus salicifolia
- Aspalathus salteri
- Aspalathus sanguinea
- Aspalathus sceptrum-aureum
- Aspalathus secunda
- Aspalathus securifolia
- Aspalathus sericea
- Aspalathus serpens
- Aspalathus setacea
- Aspalathus simii
- Aspalathus smithii
- Aspalathus spectabilis
- Aspalathus spicata
- Aspalathus spiculata
- Aspalathus spinescens
- Aspalathus spinosa
- Aspalathus spinosissima
- Aspalathus stenophylla
- Aspalathus steudeliana
- Aspalathus stokoei
- Aspalathus suaveolens
- Aspalathus submissa
- Aspalathus subulata
- Aspalathus sulphurea
- Aspalathus taylorii
- Aspalathus tenuissima
- Aspalathus teres
- Aspalathus ternata
- Aspalathus tridentata
- Aspalathus triquetra
- Aspalathus truncata
- Aspalathus tuberculata
- Aspalathus tylodes
- Aspalathus ulicina
- Aspalathus uniflora
- Aspalathus vacciniifolia
- Aspalathus varians
- Aspalathus variegata
- Aspalathus venosa
- Aspalathus verbasciformis
- Aspalathus vermiculata
- Aspalathus villosa
- Aspalathus wittebergensis
- Aspalathus vulnerans
- Aspalathus vulpina
- Aspalathus wurmbeana
- Aspalathus zeyheri